# Invasioni mongole di Sachalin
Dal 1264 al 1308, l'Impero mongolo prima e la dinastia Yuan dell'Impero cinese dopo fecero diverse incursioni nell'isola di Sachalin, al largo della costa orientale della Siberia, per aiutare i loro alleati Nivchi contro gli Ainu che si erano espansi a nord della nativa Hokkaidō. Gli Ainu opposero una tenace resistenza, lanciando persino un contrattacco alle posizioni mongole nel continente attraverso lo Stretto dei Tartari nel 1297, ma alla fine capitolarono agli Yuan nel 1308.

## Contesto

### I popoli di Sachalin

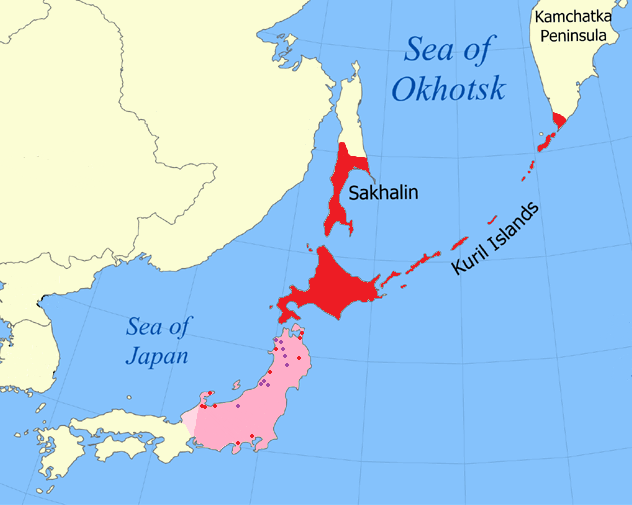
Estensione storica del popolo Ainu.

Si ritiene che i Nivchi di Sachalin siano i diretti discendenti della popolazione neolitica indigena dell'isola. Durante il VI secolo, una confluenza tra la cultura coriaca del nord, la cultura Heishui Mohe dell'ovest e la cultura indigena neolitica Sachalin diede vita alla cultura Okhotsk, caratterizzata dalla pesca, dalla caccia ai mammiferi marini, dall'allevamento di maiali e dalla produzione di ceramica. Questa cultura si espanse rapidamente nel VII secolo da Sachalin: a nord, conquistò le Isole Curili e raggiunse la punta meridionale della Kamčatka; a sud, attraversò lo stretto di La Pérouse e incontrò la cultura Satsumon sulle coste settentrionali di Hokkaidō. I Nivchi, popolazione dominante a Sachalin prima del XII secolo, sono accreditati quali tedofori della cultura Okhotsk. I Nivchi sono conosciuti nelle fonti cinesi come 吉列迷S, JiliemiP, russificato "Gilyak" nell'era moderna e successivamente ribattezzato con l'endonimo "Nivkh" negli anni '30.
Come risultato dell'espansione verso nord dell'etnia Yamato (giapponesi) a Honshū, la più grande isola dell'Arcipelago, a partire dal VII secolo, gli Emishi furono lentamente assimilati nella cultura giapponese dominante o spinti più a nord verso l'isola di Hokkaidō, di là dallo stretto di Tsugaru. L'afflusso di migranti da Honshū a Hokkaidō vi originò la cultura Satsumon che diffuse l'agricoltura in tutta l'isola ad eccezione della costa del Mare di Ochotsk prospiciente Sachalin che rimase sotto l'influenza della cultura di Okhotsk. Alla fine, la pressione della popolazione e la necessità di terreni agricoli spinsero i Satsumon, identificati come uno degli antenati degli Ainu, alla guerra contro gli Okhotsk nel X-XI secolo cui seguì il ritiro degli Okhotsk a Sachalin. I conflitti del periodo si riflettevano nelle tradizioni orali yukar dell'Hokkaidō settentrionale Ainu, in cui gli eroi del "popolo di terra" (yaunkur) prevalevano sul "popolo del mare" (repunkur). I proto-Ainu Satsumon invasero il sud di Sachalin nell'XI-XII secolo, lasciando dietro di sé tradizioni orali che raccontavano come gli Ainu sconfissero lì il popolo Tonchi (probabilmente gli Okhotsk) e li respinsero a nord sulle loro barche.
Il popolo poi noto come Ainu si stabilì nel Sachalin meridionale mentre i Nivchi rimasero nel Sachalin settentrionale e nell'area intorno al liman dell'Amur sulla terraferma.

### Interesse mongolo nel nord-est asiatico
Come parte della campagna contro gli Jurchen-Jīn e gli Xia, i mongoli presero il controllo politico della Manciuria nel 1233. In risposta alle incursioni dei popoli Nivchi e Udege, i mongoli stabilirono un caposaldo a Nurgan (l'attuale Tyr, Russia) all'incrocio dei fiumi Amur e Amgun' nel 1263, e costrinsero alla sottomissione i due popoli. I mongoli erano motivati dalla loro missione divina di conquista del mondo, seconda la quale i popoli non assoggettati erano naturalmente ribelli nei confronti dei quali la conquista militare era giustificata. I mongoli stavano anche incorporando il sistema tributario cinese per i propri scopi politici e commerciali: potevano ora gestire le relazioni con i popoli periferici dell'Asia nord-orientale assicurandosi che le merci della regione fossero disponibili come tributo o beni commerciali. Le pellicce di zibellino del basso Amur e Sachalin, ad esempio, erano particolarmente apprezzate dall'alta borghesia mongolo-cinese dell'epoca. Dal punto di vista dei Nivchi, la loro resa ai Mongoli stabilì essenzialmente un'alleanza militare contro gli Ainu che avevano invaso le loro terre.

Alcuni ricercatori giapponesi leggono nell'invasione mongola di Sachalin il preciso piano d'una «Invasione mongola dal nord» (ja. 北からの蒙古襲来) correlata alle contemporanee invasioni mongole del Giappone nel sud, teorizzando la ricerca da parte degli Yuan d'una rotta settentrionale verso il Sol Levante passante per la Manciuria e Sachalin. Secondo questa teoria, i mongoli avrebbero approfittato di Sachalin come caposaldo per radunare una flotta e puntare a sud fino a Hokkaidō e da lì procedere all'invasione del Honshū, laddove invece gli attacchi falliti dal Giappone avevano avuto come obiettivo la regione a nord del Kyūshū, prospiciente la Cina e la Corea, con il punto di sbarco fissato alla baia di Hakata. Tuttavia, non ci sono documenti storici o mappe del periodo che rivelino una conoscenza geografica della vicinanza tra Sachalin e l'Arcipelago giapponese, quindi qualsiasi intenzione da parte dei mongoli di utilizzare Sachalin come punto di partenza per un'invasione del Sol Levante rimane dubbia.

## Gli schieramenti

### Mongoli
L'ammontare delle forze mongole-Yuan impiegate contro gli Ainu nel biennio 1285-1286, circa 10 000 uomini in tutto, equivalenti ad un tumen, classifica le operazioni militari a Sachalin come una scaramuccia di confine, se paragonate ai numeri contestualmente dispiegati per spedizioni di più ampia portata: es. Kublai aveva inviato 30 000 uomini nel 1274 per il primo attacco contro il Giappone (1274) e ne inviò oltre 140 000, tra soldati e marinai, nel secondo attacco (1281). L'equipaggiamento personale dei soldati, se similare a quello contestualmente usato negli attacchi al Sol Levante, avrebbero compreso elmi d'acciaio leggero e armature di pelle, picche, asce da battaglia, archi ed anche razzi, granate lanciate da catapulte (鐵炮S, tiě pàoP) ed eventualmente cannoni (炮S, pàoP). Il dato certo è che, per tramite dello Stretto dei Tartari ghiacciato, i mongoli poterono gestire anche le incursioni su Sachalin, oltre che chiaramente gli scontri nel liman dell'Amur, come operazioni terrestri non necessitanti di supporto anfibio, dispiegando le loro iconiche truppe di arcieri a cavallo. Trattandosi poi di operazioni condotte nel periodo maturo dell'Impero mongolo e, comunque, coordinate dagli Yuan, le armate furono quasi certamente eterogenee nella loro composizione etnica, comprendenti cioè anche soldati non-mongoli.

### Ainu
I resoconti delle fonti cinesi portano a supporre che l'organizzazione militare degli Ainu fosse ancora legata ad un approccio "tribale" al tempo delle incursioni mongolo-Yuan. I guerrieri erano armati come cacciatori e guidati da un capo. L'armamento era costituito da spade, lance e frecce avvelenate. Il ricorso alle frecce avvelenate è ancora oggi tipico nella caccia praticata dagli Ainu. Ottengono il veleno (surku) dalle radici e dai gambi di aconitum, arrichito da altri ingredienti che sono spesso segreto domestico differente da famiglia a famiglia: miscele di radici/gambi di piante prelevate dallo sterco dei cani, siero bollito di Mekuragumo (un tipo di Opiliones) e Matsumomushi (Notonecta triguttata, una specie di Notonectidae), ecc. Usavano anche pungiglioni di pastinaca.

## Le invasioni

### Incursioni mongole su Sachalin (1264-1286)

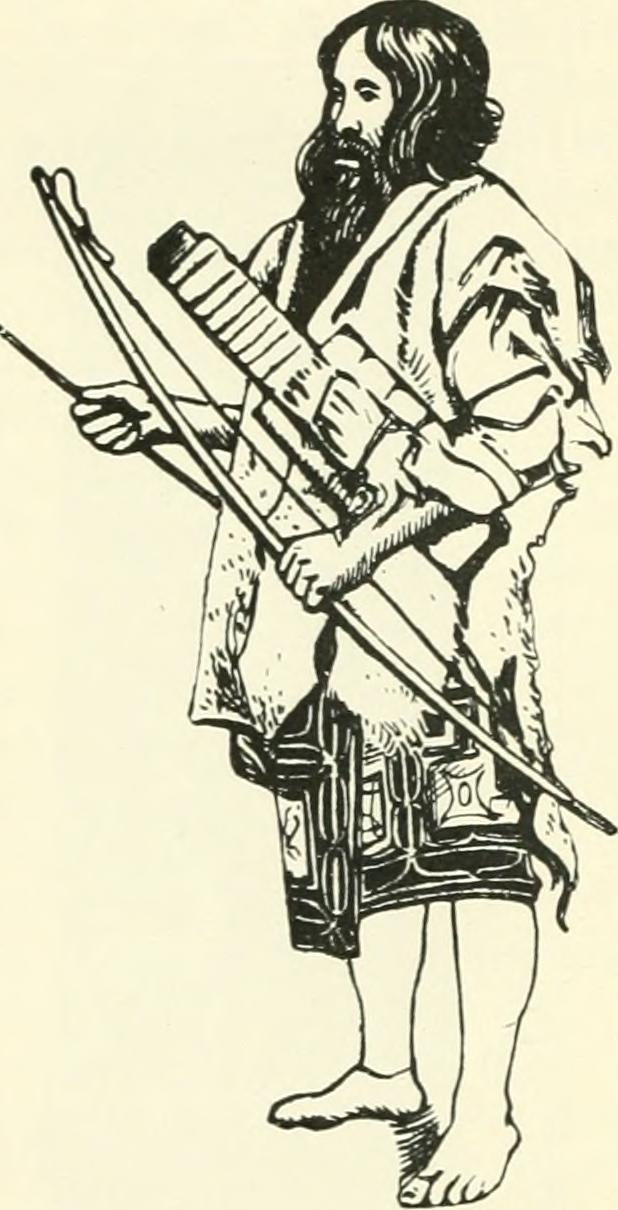
Guerriero ainu con arco e freccia. Gli Ainu usavano archi di legno e frecce avvelenate, stando alle fonti cinesi.

Subito dopo aver ricevuto la resa dei Nivchi, i mongoli ricevettero rapporti secondo cui questi ultimi erano invasi ogni anno dai popoli dell'est, vale a dire Guwei (骨嵬) e Yiliyu (亦里于). "Guwei" era il nome che i Nivchi usavano per riferirsi agli Ainu, mentre "Yiliyu", lett. "cervo" nelle lingue tungusiche, poteva riferirsi a qualsiasi popolo tungusico come gli antenati degli Orok di Sachalin. I mongoli attaccarono gli Ainu a Sachalin il 30 novembre 1264 ma gli Ainu tornarono l'anno successivo per attaccare i Nivchi, uccidendo alcuni dei loro guerrieri. I mongoli a questo punto inviarono agli alleati cibo e armi ma non intrapresero altre campagne.
Dopo l'istituzione formale della Dinastia Yuan in Cina da parte di Kublai Khan nel 1271, il condottiero Taxiala (塔匣剌) dell'esercito della Mongolia orientale tentò d'invadere Sachalin nel 1272 e 1273 ma non fu in grado di attraversare lo Stretto dei Tartari in tempesta. Chiedendo consiglio agli alleati Udege stanziati a Nurgan, Taxiala scoprì che, attendendo il gelo invernale, avrebbe potuto far marciare il suo esercito attraverso lo Stretto ghiaccito fino a Sachalin, ove avrebbe trovato le terre dei Nivchi e degli Ainu. Ciò era possibile poiché lo stretto era largo solo circa quattro miglia nel suo punto più stretto, e Ainu e Nivchi avevano a lungo sfruttato la cosa per spostarsi verso il continente. Taxiala fece pertanto una petizione alla corte Yuan per un'altra spedizione contro gli Ainu nel 1273 ma fu respinta. Tuttavia, i mongoli fecero tesoro della scoperta, poiché le successive spedizioni mongole a Sachalin avvennero tutte durante i mesi invernali.
Riferimenti ad una successiva spedizione contro gli Ainu datano al 1282, quando gli Jurchen sotto il dominio mongolo furono inviati per aiutare lo sforzo bellico costruendo barche per spedire rifornimenti attraverso il mare. Nel 1284, una spedizione mongola fu rinviata da settembre a novembre per timore che i mari ventosi potessero affondare le barche dei rifornimento. In seguito a quella campagna, i mongoli inviarono eserciti di anche 10 000 uomini (tumen) per le spedizioni del 1285 e del 1286. Guidate da Tata'erdai (塔塔兒帶) e Yangwuludai (楊兀魯帶), le spedizioni attraversarono il mare con 1000 piccole imbarcazioni che trasportavano 10 uomini ciascuna. A giudicare dalla popolazione relativamente piccola degli Ainu di Sachalin nei secoli successivi, è improbabile che gli Ainu avrebbero potuto radunare una forza abbastanza grande da sconfiggere i mongoli in un combattimento aperto. Gli eserciti mongoli apparentemente raggiunsero la punta meridionale di Sachalin, poiché a Capo Crillon furono scoperti i bastioni di un forte mongolo-cinese datato al XIII secolo. I bastioni, chiamati "terrapieno di Shiranushi" (白主土城) dagli archeologi giapponesi, erano nettamente diversi dai villaggi (kotan) degli Ainu ed erano l'unica fortificazione di tipo continentale trovata sull'isola. Il ricercatore giapponese Kazuyuki Nakamura ritiene che il sito di Shiranushi debba essere identificato come il forte di Guohuo (果夥) menzionato nella fonte Yuan Jingshi Dadian (經世大典, "Compendio per governare il mondo"), e che sia stato costruito dal Mongoli per arginare le invasioni Ainu dall'Hokkaidō.

### Contrattacco Ainu e fine del conflitto (1287-1308)
Per sostenere le continue campagne a Sachalin, i mongoli stabilirono colonie agricolo-militari vicino all'estuario dell'Amur intorno al 1285, popolandole con esuli cinesi Han della dinastia Song appena sottomessa. La ribellione del principe mongolo Nayan in Manciuria costrinse le truppe a ritirarsi dalla regione dell'Amur nel 1287, privando le colonie di protezione e condannandole. Forse a riprova della diminuita influenza mongola nell'area, due Nivchi che erano stati yagun (zh. 百戶S, lett. "centurione") nell'esercito mongolo disertarono agli Ainu nel 1296 e l'anno successivo una forza Ainu sotto il capo Waying (瓦英) attraversò lo stretto su barche Nivchi e fece irruzione negli insediamenti nel continente. I Nivchi ancora alleati dei mongoli li avvertirono che gli Ainu progettavano di attraversare il mare da Guohuo quando si fosse ghiacciato e che avrebbero attaccato i falconieri dell'estuario dell'Amur. Questi falconieri, che includevano alcuni Nivchi, furono presi di mira dai predoni Ainu per i loro falchi - le piume erano un bene commerciale esotico - e per le loro forniture dalla Cina a causa del loro status di schiavi della corte imperiale mongola. Così avvertiti, quando gli Ainu invasero l'estuario dell'Amur a metà del 1297, i mongoli li raggiunsero e sconfissero vicino al lago Kizi.
Si dice che gli Ainu abbiano effettuato un'altra incursione nel continente nel 1305, sfuggendo questa volta all'esercito mongolo. Nel 1308, i capi Ainu Waying e Yushannu (玉善奴) comunicarono attraverso i Nivchi la loro decisione di arrendersi ed inviarono un ambasciatore a Nurgan con doni di spade e armature e la promessa di un tributo annuo di pellicce. Ebbe così termine la guerra tra Ainu e Mongoli.

## Conseguenze
Le invasioni mongolo-Yuan portarono per la prima volta l'influenza cinese fino a Sachalin. Anche prima della fine delle ostilità, gli Ainu e i popoli della regione dell'Amur commerciavano segretamente pellicce preziose con la connivenza dei funzionari mongoli a Nurgan. Subito dopo la sottomissione degli Ainu, i loro anziani fecero visite tributarie alle postazioni Yuan situate a Wuliehe (兀列河; nel bacino del Tym'), Nanghar (囊哈兒; vicino all'odierna Langry) e Boluohe (波羅河; il Poronaj), ricevendo doni che fecero del tributo una forma di scambio. Il centro del commercio settentrionale si spostò gradualmente verso le postazioni cinesi nell'estuario dell'Amur e su Sachalin in seguito alle conquiste mongole e la stessa Sachalin divenne un canale commerciale tra l'Impero mongolo nell'Eurasia continentale e l'arcipelago giapponese. I mongoli si ritirarono da Sachalin dopo il 1320 e il commercio tributario ivi e nel bacino dell'Amur cessò a metà del XIV secolo quando la dinastia Yuan declinò. La successiva dinastia Ming (1368-1644) ristabilì una presenza nell'area nel 1409, regnate l'imperatore Yongle (r. 1402-1424), e riscosse tributi dai Nivchi e Ainu fino alla fine del XV secolo. Indipendentemente dalla situazione politica, una rete commerciale collegante Manciuria, Giappone e Kamčatka con Sachalin al centro persistette fino al XVIII secolo, quando il potere in Cina era passato nelle mani della dinastia Qing (1644-1912).
La Pax mongolica pose fine ai conflitti tra Nivchi e Ainu spartendo tra loro il territorio di Sachalin: gli Ainu si concentrarono nel Meridione dell'isola e lasciarono il Settentrione ai Nivchi. Le ostilità lasciarono il posto a matrimoni misti, scambi commerciali e culturali tra i due popoli. Una serie d'importanti elementi culturali oggi distintivi della moderna cultura Ainu, inclusa la cerimonia dell'orso Iyomante, sono riconducibili alla cultura Okhotsk portata da Nivchi. Per i Nivchi, la crescente attenzione al commercio portò all'ascesa della cultura etnografica Nivchi a scapito della cultura originaria di Okhotsk: mentre i rituali che coinvolgevano orche e orsi rimasero, altre caratteristiche culturali scomparvero.
La pace tra i Nivchi e gli Ainu a Sachalin, così come la locale presenza mongola, significò anche che gli Ainu di Hokkaidō non poterono più migrare liberamente a Sachalin attraverso lo stretto di La Pérouse come avevano fatto nei secoli precedenti. La pressione demografica che spingeva gli Ainu a nord ora incontrò resistenza e la conseguente reazione in direzione meridionale portò gli Ainu a un crescente conflitto con gli Yamato (giapponesi). Intorno al periodo delle invasioni mongole di Sachalin, gli Ainu di Tsugaru insorsero contro il potente clan Andō (安東氏) del nord del Giappone in una guerra che durò dal 1268 al 1328 chiamata Ribellione di Ezo (蝦夷大乱). La guerra, descritta dal monaco buddista giapponese del XIII secolo Nichiren come un disastro alla pari dell'invasione mongola del Giappone nel 1274 e nel 1281, causò la frammentazione del clan Andō e potrebbe anche aver contribuito alla caduta dello shogunato Kamakura al potere in Giappone dal 1192 al 1333. Nonostante la causa comunemente accettata della guerra fossero i disaccordi commerciali e le differenze religiose tra gli Ainu e gli Yamato-Andō, l'azione mongola a Sachalin potrebbe aver contribuito a creare e amplificare il conflitto. La fantomatica «Invasione mongola dal nord» fu pertanto al massimo indiretta, secondo Kazuyuki Nakamura.

### Esplicative
1. ↑  Nakamura 2010, p. 413 indica quali inventori della «Invasione mongola dal nord» gli studiosi Susumu Emori (1990) e Shoichi Oba (1998). Anche Walker 2001, p. 133 sostiene che i mongoli mossero contro Sachalin in parte perché «spinti dal desiderio di trovare un via per il Giappone.»
2. ↑  Nakamura 2010, p. 417 e Trekhsviatskyi 2007, p. 140 interpretano i relativi rilevanti passaggi nella Storia degli Yuan, 8:151 - 征東招討使塔匣剌請征骨嵬部，不允。 come un fallimento di Taxiala e non un'iniziativa bocciata dalla Corte Yuan.

### Bibliografiche
1. ↑  Zgusta 2015, p. 81.
2. ↑  Zgusta 2015, p. 84.
3. ↑  Zgusta 2015, p. 83.
4. ↑  Zgusta 2015, p. 91.
5. ↑  Zgusta 2015, p. 71.
6. ↑  Zgusta 2015, p. 58.
7. ↑  Zgusta 2015, p. 60.
8. ↑  Zgusta 2015, pp. 93-94.
9. 1 2 3  Nakamura 2010, p. 415.
10. 1 2  Stephan 1971, p. 21.
11. 1 2  Hudson 1999, p. 227.
12. ↑  Walker 2001, p. 132.
13. ↑  Trekhsviatskyi 2007, pp. 145-146.
14. ↑  Zgusta 2015, p. 96.
15. ↑  Turnbull 2010, p. 32.
16. ↑  Nakamura 2010, p. 428.
17. 1 2 3  Nakamura 2010, p. 418.
18. ↑  Turnbull 2010, p. 48.
19. ↑  Turnbull 2010, p. 58.
20. ↑  (EN) Gustaaf Schlegel, On the Invention and Use of Fire-Arms and Gunpowder in China, Prior to the Arrival of European, in T'oung Pao, n. 3, 1902,  pp. 1-11.
21. 1 2  Trekhsviatskyi 2007, p. 141.
22. 1 2  Hudson 1999, p. 226.
23. ↑  (EN) Arnold Henry Savage Landor, Alone with the Hairy Ainu: or, 3,800 Miles on a Pack Saddle in Yezo and a Cruise to the Kurile Islands, Cambridge University Press, 2012, ISBN 978-1-10804-941-2.
24. ↑  (EN) Donald G. Barceloux, Medical Toxicology of Natural Substances: Foods, Fungi, Medicinal Herbs, Plants, and Venomous Animals, John Wiley & Sons, 2012,  p. 1785, ISBN 978-1-11838-276-9.
25. ↑  (EN) Advances in Marine Biology, Academic Press, 1984,  p. 62, ISBN 978-0-08057-944-3.
26. ↑  Zgusta 2015, p. 36.
27. 1 2  Trekhsviatskyi 2007, p. 140.
28. 1 2  Nakamura 2010, p. 417.
29. ↑  Nakamura 2010, p. 416.
30. ↑  Trekhsviatskyi 2007, pp. 141-142.
31. ↑  Trekhsviatskyi 2007, pp. 143-144.
32. ↑  Trekhsviatskyi 2007, p. 144.
33. 1 2 3 4  Nakamura 2010, p. 427.
34. ↑  Nakamura 2010, p. 419.
35. 1 2  Nakamura 2012, p. 139.
36. ↑  Trekhsviatskyi 2007, pp. 142-143.
37. ↑  Trekhsviatskyi 2007, p. 143.
38. 1 2  Hudson 1999, p. 228.
39. 1 2  Trekhsviatskyi 2007, p. 145.
40. 1 2  Walker 2001, p. 133.
41. ↑  Trekhsviatskyi 2007, p. 150.
42. ↑  Trekhsviatskyi 2007, p. 151.
43. ↑  Walker 2001, pp. 133-134.
44. ↑  Hudson 1999, pp. 228-229.
45. ↑  Walker 2001, pp. 134-135.
46. ↑  Zgusta 2015, p. 100.
47. ↑  Zgusta 2015, pp. 100-101.
48. ↑  Tanaka 2000, p. 78.
49. ↑  Tanaka 2000, p. 161 nota 86.
50. ↑  Nakamura 2010, pp. 427-429.

### Fonti
- (AR) Rashid al-Din Hamadani, Jami' al-tawarikh, XIV secolo. ed. (EN) Rashid al-Din Hamadani, The Successors of Genghis Khan, traduzione di John Andrew Boyle, Columbia University Press, 1971.
- (ZH) Song Lian (a cura di), 元史S, Yuán ShǐP, lett. "Storia di Yuan" [Storia degli Yuan], 1370.

### Studi
- (EN) Mark J. Hudson, Ruins of identity : ethnogenesis in the Japanese Islands, University of Hawai'i Press, 1999, ISBN 9780824864194.
- (JA) Kazuyuki Nakamura, Kita kara no mōko shūrai wo meguru shōmondai, in Toshihiko Kikuchi (a cura di), Hokutō Ajia no rekishi to bunka, Hokkaido University Press, 2010, ISBN 9784832967342.
- (JA) Kazuyuki Nakamura, Gen-Mindai no shiryō kara mieru Ainu to Ainu bunka, in Hirofumi Katō e Kenji Suzuki (a cura di), Atarashii Ainu shi no kōchiku : senshi hen, kodai hen, chūsei hen, Hokkaido University, 2012,  pp. 138-145.
- (EN) John Stephan, Sakhalin: A History, Oxford, Clarendon Press, 1971, ISBN 9780198215509.
- (EN) Sakurako (Sherry) Tanaka, The Ainu of Tsugaru : the indigenous history and shamanism of northern Japan, The University of British Columbia, 2000, DOI:10.14288/1.0076926.
- (EN) Anatolii Trekhsviatskyi, At the far edge of the Chinese Oikoumene: Mutual relations of the indigenous population of Sakhalin with the Yuan and Ming dynasties, in Journal of Asian History, vol. 41, 2007,  pp. 131-155, ISSN 0021-910X (WC · ACNP), JSTOR 41933457.
- (EN) Stephen Turnbull, The Mongol Invasions of Japan 1274 and 1281, Osprey Publishing, 2010,  p. 32.
- (EN) Brett Walker, The conquest of Ainu lands : ecology and culture in Japanese expansion, 1590–1800, Berkeley, University of California Press, 2001, ISBN 9780520248342.
- (EN) Richard Zgusta, The peoples of Northeast Asia through time : precolonial ethnic and cultural processes along the coast between Hokkaido and the Bering Strait, Leida, 2015, ISBN 9789004300439, OCLC 912504787.